# Frontière entre l'Italie et la Tunisie
La frontière entre l'Italie et la Tunisie est entièrement maritime et se situe dans la mer Méditerranée au niveau du canal de Sicile. C'est l'une des frontières extérieures de l'espace Schengen. 
La frontière est complexe au niveau des îles italiennes de Pantelleria et îles Pélages proches de la côte tunisienne. La frontière fait des disques de souveraineté[Quoi ?] dans l'espace tunisien.